# Gisbert Haefs

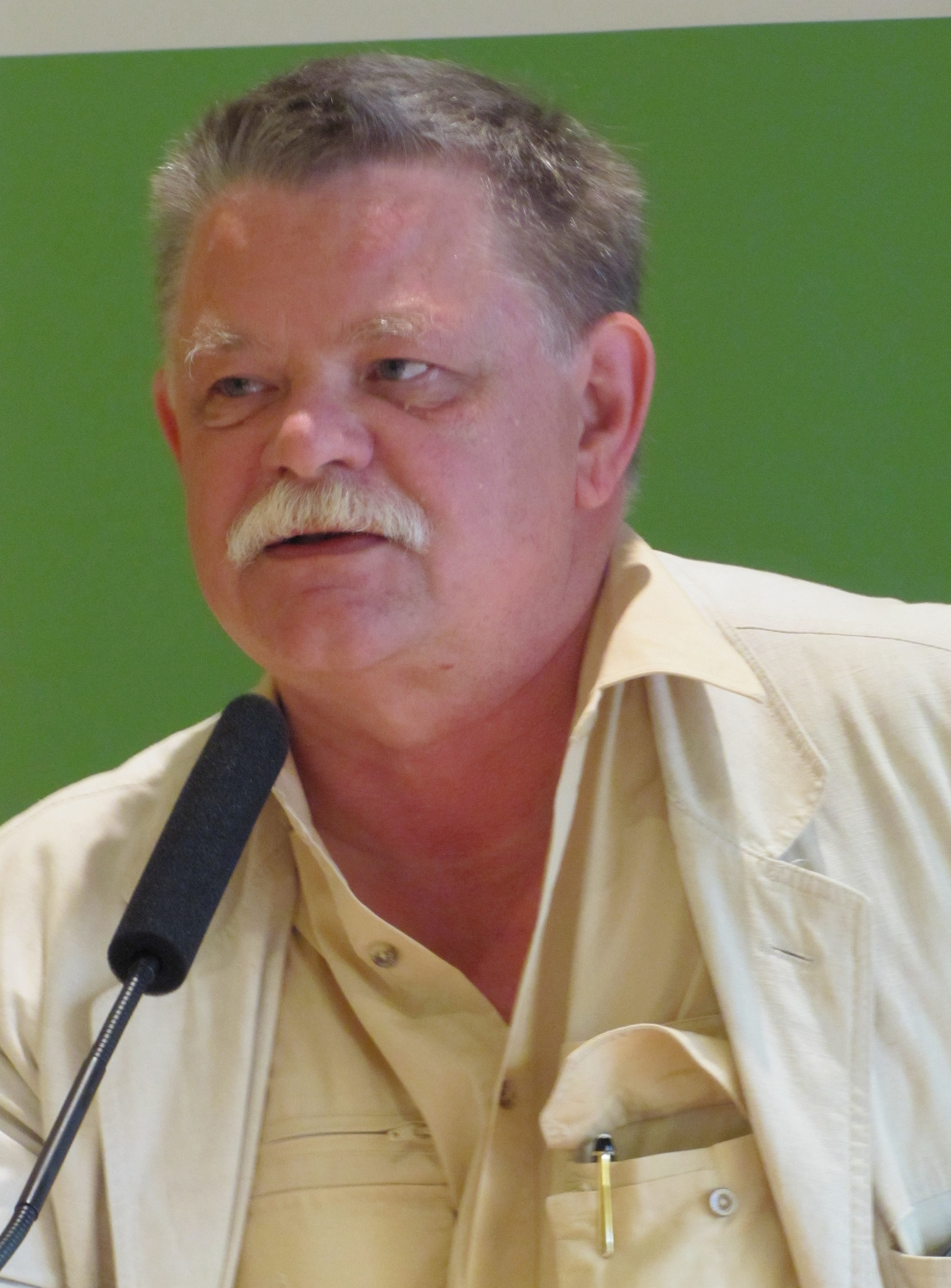
Gisbert Haefs (2010)

Gisbert Haefs [hɑːfs] (* 9. Januar 1950 in Wachtendonk) ist ein deutscher Schriftsteller und Übersetzer. Er ist der Bruder von Hanswilhelm Haefs und Gabriele Haefs und der Vater von Julian Haefs, die alle ebenfalls als Übersetzer tätig sind.

## Leben
Haefs studierte von 1968 bis 1976 Anglistik und Hispanistik an der Rheinischen Friedrich-Wilhelms-Universität Bonn. Während seines Studiums komponierte und interpretierte er makabre Chansons, die unter dem Titel Skurrile Gesänge 1981 auch auf Schallplatte veröffentlicht wurden.
Anschließend arbeitete er als freiberuflicher Schriftsteller und Übersetzer spanischer, französischer und englischsprachiger Literatur, u. a. von Adolfo Bioy Casares, Arthur Conan Doyle, G. K. Chesterton, Georges Brassens und Mark Twain. Im Jahr 2004 lieferte Haefs eine Übersetzung sämtlicher Songtexte (Lyrics 1962–2001) von Bob Dylan, erschienen im Verlag Hoffmann und Campe. Bei den Werken von Rudyard Kipling, Ambrose Bierce und Jorge Luis Borges fungierte er nicht nur als Übersetzer, sondern darüber hinaus als Herausgeber der deutschsprachigen Gesamtausgaben. Außerdem gab Haefs eine Auswahl von Georg Christoph Lichtenbergs Aphorismen unter dem Titel Sudelbrevier heraus und schrieb zahlreiche Beiträge für das Literaturmagazin Der Rabe. 2005 übersetzte er Hugh Loftings Kinderbuch Doktor Dolittle und seine Tiere.
Darüber hinaus verfasste Haefs zahlreiche Romane und Erzählungen unterschiedlicher Genres wie z. B. die Science-Fiction-Tetralogie um Dante Barakuda oder Kriminalromane um den Anti-Helden und „Universal-Dilettanten“ Baltasar Matzbach und den Agenten wider Willen Mario Guderian.
Die (Kriminal-)Geschichten um das Triumvirat wurden vom WDR als Hörspiel produziert und werden immer wieder im Rundfunk gesendet. Drei der Hörspiele (Das Triumvirat, Das Triumvirat denkt, Das Triumvirat spinnt) sind 2006 beim Audiobuch-Verlag als Hörbuch erschienen, ein viertes (Das Triumvirat hext) wurde am 28. September 2007 mit neuen Sprechern live aufgeführt.
Besonders erfolgreich sind seine mit großer Detailkenntnis und Einfühlungsvermögen geschriebenen historischen Romane aus der Zeit der Antike, in denen Haefs oft das seit der Renaissance vorherrschende Bild durchbricht und historische Ereignisse aus einer neuen Perspektive beschreibt, etwa die Geschichte Hannibals aus Sicht der nach dem dritten Punischen Krieg untergegangenen Karthager.
Weiterhin steuerte er zwei sogenannte Gastromane zur Science-Fiction-Serie Perry Rhodan bei. Der Eiserne Finger Gottes erschien als Band 2289 der Heftromanserie am 1. Juli 2005; Der Tamaron (Band 2758) folgte am 27. Juni 2014.
Gisbert Haefs ist Mitglied der Kipling Society in London und der Krimiautorenvereinigung Das Syndikat.
Als ein in Spanien gefragter Autor nimmt er jährlich an der „Semana Negra“ (der „Schwarzen Woche“) in Gijón teil.

## Werk

### Kriminalromane

#### Baltasar Matzbach
- 1981: Mord am Millionenhügel
- 1983: Und oben sitzt ein Rabe
- 1984: Das Doppelgrab in der Provence
- 1985: Mörder und Marder
- 1993: Matzbachs Nabel
- 1996: Kein Freibier für Matzbach
- 1998: Schmusemord
- 2003: Ein Feuerwerk für Matzbach
- 2012: Finaler Rettungskuss
- 2015: Zwischenfälle (Story-Sammlung)

#### Mario Guderian
- 1996: Das Kichern des Generals
- 2000: Andalusischer Abgang

#### Weitere
- 1987: Das Triumvirat (Kurzgeschichten)
- 1989: Die Schattenschneise
- 1990: Freudige Ereignisse (Geschichten)
- 1996: Auf der Grenze (Kurzgeschichten)
- 1998: Liebe, Tod und Münstereifel (Kurzgeschichten)
- 2000: Ich träum im Grab von dir
- 2001: Eine böse Überraschung

### Science-Fiction-Romane
- 1994: Traumzeit für Agenten
- 2007: Die Reisen des Mungo Carteret; Sammelband aller fünf „Mungo Carteret“-SF-Krimi-Storys

Dante Barakuda:
1. 1986: Die Waffenschmuggler von Shilgat
2. 1986: Die Mördermütter von Pasdan (Band 1 und Band 2 zusammen auch unter dem Titel Pasdan)
3. 1986: Die Freihändler von Cadhras (auch unter dem Titel Gashiri)
4. 1986: Die Gipfel von Banyadir (auch unter dem Titel Banyadir)

Perry Rhodan
- 2005: Der Eiserne Finger Gottes, (Perry-Rhodan-Heftroman Nr. 2289), Pabel-Moewig (2005)
- 2014: Der Tamaron, (Perry-Rhodan-Heftroman Nr. 2758), Pabel-Moewig (2014)

### Historische Romane
Karthago:
- Hannibal. Der Roman Karthagos. Deutscher Bücherbund, Stuttgart 1989
- Hamilkars Garten. Heyne Verlag, München 1999, ISBN 978-3-453-14299-2.
  - neu herausgegeben unter dem Titel: Das Gold von Karthago. Heyne Verlag, München 2005, ISBN 978-3-453-43131-7.
- Das Schwert von Karthago. Heyne Verlag, München 2005, ISBN 978-3-453-01208-0.
- Die Mörder von Karthago. Heyne Verlag, München 2010, ISBN 978-3-453-52528-3.
- Die Dirnen von Karthago. Heyne Verlag, München 2014, ISBN 978-3-453-26853-1.

Alexander der Große:
- Alexander. Der Roman der Einigung Griechenlands Hellas. Haffmans Verlag, Zürich 1992, ISBN 978-3-251-00206-1.
- Alexander – Der Roman der Eroberung eines Weltreichs Asien. Haffmanns Verlag, Zürich 1993, ISBN 978-3-251-00213-9.
- Alexanders Erben. Alexander 3. Heyne Verlag, München 2013, ISBN 978-3-453-26856-2.

Jakob Spengler:
- Die Rache des Kaisers. Page & Turner Verlag, München 2009, ISBN 978-3-442-20301-7.
- Das Labyrinth von Ragusa. Page & Turner Verlag, München 2011, ISBN 978-3-442-20389-5.

weitere:
- Troja. Heyne Verlag, München 1997, ISBN 978-3-453-12906-1.
- Raja. btb Verlag, München 1999, ISBN 978-3-442-75033-7.
- Roma – Der erste Tod des Mark Aurel. Diana Verlag, München 2001
- Die Geliebte des Pilatus. btb Verlag, München 2004, ISBN 978-3-442-75101-3.
- Caesar. Heyne Verlag, München 2007, ISBN 978-3-453-26550-9.
- Beowulf. Die Geschichte von Beowulf und seinen Taten. Insel Verlag, Frankfurt am Main 2007, ISBN 978-3-458-35006-4.
- Das Ohr des Kapitäns. Heyne Verlag, München 2017, ISBN 978-3-453-26930-9.

## Übersetzungen
- Sir Arthur Conan Doyle: Eine Studie in Scharlachrot. Werkausgabe Band 1. Haffmans Verlag, Zürich 1984, ISBN 3-251-20015-1.
- Sir Arthur Conan Doyle: Der Hund der Baskervilles., Werkausgabe Band 3. Haffmans Verlag, Zürich 1984, ISBN 3-251-20013-5.
- Sir Arthur Conan Doyle: Die Abenteuer des Sherlock Holmes. Werkausgabe Band 5. Haffmans Verlag, Zürich 1984, ISBN 3-251-20012-7.
- Georges Brassens: Chansons. Das Gesamtwerk; Partituren. Deutsch, französisch. Zweitausendeins, Frankfurt am Main 1996, ISBN 3-86150-123-6.
- Bob Dylan: Lyrics 1962–2001. Sämtliche Songtexte. Deutsch, englisch. Hoffmann und Campe, Hamburg 2004, ISBN 978-3-455-01591-1.
- Robert Shelton: Bob Dylan. No Direction Home. Sein Leben, seine Musik 1941-1978. Edel Germany, München 2011, ISBN 978-3-8419-0065-4.
- Rudyard Kipling: Über Bord. Edition Büchergilde, Frankfurt am Main 2015, ISBN 978-3-86406-060-1.
- Georges Brassens: Die Chansons. Deutsch, französisch. Mandelbaum Verlag, Wien 2021, ISBN 978-3-85476-990-3.

## Auszeichnungen
- 1981 Edgar-Wallace-Preis
- 1989 Deutscher Krimipreis
- 1990 Kurd-Laßwitz-Preis
- 1991 Literaturpreis der Bonner LESE-Gesellschaft
- 1995 Deutscher Science-Fiction-Preis
- 1998 Niederrheinischer Literaturpreis der Stadt Krefeld
- 1999 Rheinischer Literaturpreis Siegburg

Sowie zahlreiche Auszeichnungen in Spanien, wo seine Bücher beim Verlag Edhasa erscheinen.